# Lijst van Stolpersteine in Zoetermeer
De lijst van Stolpersteine in Zoetermeer geeft een overzicht van de gedenkstenen in de gemeente Zoetermeer in de Nederlandse provincie Zuid-Holland die zijn geplaatst in het kader van het Stolpersteine-project van de Duitse beeldhouwer-kunstenaar Gunter Demnig.
Stolpersteine zijn opgedragen aan slachtoffers van het nationaalsocialisme, al diegenen die zijn vervolgd, gedeporteerd, vermoord, gedwongen te emigreren of tot zelfmoord gedreven door het nazi-regime. Demnig legt voor elk slachtoffer een aparte steen, meestal voor de laatste zelfgekozen woning.
Omdat het Stolpersteine-project doorloopt, kan deze lijst onvolledig zijn.

## Stolpersteine
In Zoetermeer liggen drie Stolpersteine op drie adressen.

### Zoetermeer
| Afbeelding | Inscriptie                                                                                    | Adres           | Herdachte persoon                  |
| ---------- | --------------------------------------------------------------------------------------------- | --------------- | ---------------------------------- |
|            | HIER WOONDE CORNELIS VAN EERDEN GEB. 1913 VERZETSSTRIJDER DOODGESCHOTEN 5 MEI 1945 ZOETERMEER | Molenstraat 147 | Cornelis van Eerden (1913-1945)    |
|            | HIER WOONDE JAN HOORN GEB. 1907 VERZETSSTRIJDER DOODGESCHOTEN 5 MEI 1045 ZOETERMEER           | Molenstraat 120 | Jan Hoorn (1907-1945)              |
|            | HIER WOONDE JACOB LEENDERT VAN RIJ GEB. 1906 VERZETSSTRIJDER GESNEUVELD 29-4-1945 ZEVENHUIZEN | Rijweg          | Jacob Leendert van Rij (1906-1945) |

## Data van plaatsingen
- 2 april 2025: drie Stolpersteine op Molenstraat 120 en 147, Rijweg